# Norman Smiley
Norman Anthony Smiley (Northampton, Inghilterra, 28 febbraio 1965) è un ex wrestler britannico, conosciuto per aver combattuto nella World Championship Wrestling (WCW) dal 1997 al 2001. In WWE, a fine carriera, svolge l'attività di allenatore dei giovani talenti per il brand NXT.

## Carriera

### Inizi (1985–1991)
Norman Smiley si allenò con Boris Malenko e Dean Malenko prima di debuttare sul ring nel 1985 nel circuito indipendente statunitense in Florida. Inizialmente il suo ring name fu "Black Magic", poi divenne "Lord Henry Norman". Tra il 1988 e il 1989 lottò nella Universal Wrestling Federation giapponese. Nel 1990 prese parte al pay-per-view Starrcade '90: Collision Course nella World Championship Wrestling, dove in coppia con Chris Adams affrontò Konnan e Rey Misterio.

### Consejo Mundial de Lucha Libre (1991–1997)
Nel 1991 cominciò a lottare nella Consejo Mundial de Lucha Libre in Messico come "Black Magic", vincendo anche il CMLL World Heavyweight Championship e restando campione fino a quando non fu sconfitto da Brazo de Plata nel 1993.

### Extreme Championship Wrestling (1995–1996)
Nel biennio 1995-1996, lottò per breve tempo nella Extreme Championship Wrestling.

### World Championship Wrestling (1997–2001)

#### Primo periodo (1997–1999)
Smiley firmò con la World Championship Wrestling (WCW) nel 1997, facendo il suo debutto televisivo a WCW Pro sconfiggendo Manny Fernandez il 9 ottobre 1997. La prima apparizione in un pay-per-view avvenne a World War 3 il 23 novembre, dove prese parte alla battle royal vinta da Scott Hall. Tornò il 9 febbraio 1998 durante una puntata di Nitro, con una nuova gimmick, che lo vedeva eseguire il suo passo di danza caratteristico, il "Big Wiggle". Tuttavia, fu comunque sconfitto da Konnan. L'8 giugno a Nitro sfidò senza successo Fit Finlay per il World Television Championship. A Fall Brawl fu sconfitto da Ernest Miller.
Il 19 dicembre a Saturday Night effettuò un turn heel nel backstage durante un'intervista, prendendo in giro i fan perché non pronunciavano correttamente il suo nome. A Starrcade, Smiley sconfisse Prince Iaukea. Poi ebbe un feud con Chavo Guerrero Jr. La rivalità culminò in un match tra i due a Souled Out il 17 gennaio, incontro che fu vinto da Smiley.

#### Hardcore Champion (1999–2001)
Alla fine del 1999 entrò nella divisione hardcore della compagnia. Partecipò al torneo indetto per il vacante WCW World Heavyweight Championship, nel quale sconfisse Bam Bam Bigelow al primo turno il 25 ottobre a Nitro prima di perdere contro Billy Kidman al secondo round il 1º novembre. Divenne il primo detentore della cintura WCW Hardcore Championship sconfiggendo Brian Knobbs nella finale del torneo svoltosi al PPV Mayhem del 21 novembre. Durante il suo regno titolato, adottò il soprannome "Screamin'", a causa dei continui stridii con tono acuto durante i suoi match, data la sua paura delle armi. Spesso indossava anche un equipaggiamento sportivo protettivo quando entrava sul ring, solitamente anche con l'uniforme di una squadra sportiva professionistica o universitaria locale per guadagnare consensi dal pubblico. Difese con successo la cintura contro The Wall, Rhonda Sing, Fit Finlay e Meng (a Starrcade). Sfidò Jeff Jarrett per lo United States Heavyweight Championship il 6 gennaio 2000 a Thunder, ma fu sconfitto. La settimana seguente, sempre a Thunder, Smiley perse l'Hardcore Championship in favore di Knobbs, e fallì la riconquista dello stesso a Souled Out in un fatal four-way match che includeva anche Fit Finlay e Meng.
Iniziò quindi un feud con i 3 Count, lottando contro il trio in un handicap match a SuperBrawl 2000, e finendo sconfitto. Al PPV Uncensored, insieme a The Demon sconfisse gli XS (Lane & Rave) in un tag team match. Il 10 aprile a Nitro, tutti i titoli WCW furono dichiarati vacanti. A Spring Stampede, Smiley affrontò Terry Funk in un hardcore match per il vacante Hardcore Championship, ma a prevalere fu Funk. Proseguì anche dopo la faida con Funk per il titolo e reclutò Ralphus, l'ex alleato di Chris Jericho, come suo manager. Con l'assistenza di quest'ultimo, rubò a un gruppo di ragazzini una cintura di wrestling da cortile. Smiley e Ralphus sfidarono senza successo Funk per il titolo nel corso di un handicap matche a Slamboree, e anche la sera seguente a Nitro. Il 23 maggio a Nitro, Smiley lottò in coppia con Funk per sfidare Shane Douglas per il titolo in un handicap match, vinto da Funk. Smiley avrebbe poi continuato a perseguire l'Hardcore Championship sfidando senza successo Big Vito e Lance Storm per il titolo in varie occasioni.
Il 14 agosto a Nitro sconfisse Carl Ouellet vincendo il suo secondo Hardcore Championship. Lo difese con successo contro i KroniK in un handicap match svoltosi il 21 agosto a Nitro e MI Smooth in un "I Quit" match il 23 agosto a Thunder. Il 27 settembre Smiley fu privato del titolo dal WCW Commissioner Mike Sanders. Fece la sua ultima apparizione in pay-per-view nella WCW a Millennium Final, prendendo parte alla 18-man battle royal, ma senza successo. Più tardi quella stessa sera, sconfisse Fit Finlay in un Octoberfest Hardcore match.
Smiley rimase nella WCW fino a quando la compagnia fu rilevata dalla World Wrestling Federation nel marzo 2001. Il suo contratto non fu rilevato dalla WWF.

### Circuito indipendente (2001–2008)
Smiley lottò per breve tempo nella X Wrestling Federation e nella World Wrestling All-Stars, prima di tornare nel circuito indipendente.

### WWE (2007–presente)
Nel 2007 Smiley si trasferì ad Orlando in Florida per lavorare come allenatore dei giovani talenti WWE in via di sviluppo nella Florida Championship Wrestling. Sempre nello stesso anno, in novembre lottò nel suo ultimo incontro affrontando Vladimir Kozlov in un dark match durante una registrazione dello show Heat. Negli anni successivi, Smiley ha continuato a lavorare come trainer per il brand NXT della WWE.

## Titoli e riconoscimenti
- Consejo Mundial de Lucha Libre
  - CMLL World Heavyweight Championship (1)[17]
- Four Star Championship Wrestling
  - FSCW Heavyweight Championship (1)
- Future of Wrestling
  - FOW Heavyweight Championship (1)[18]
- Global Wrestling Alliance
  - GWA Global Television Championship (1)
- Independent Pro Wrestling Association
  - IPWA Southern Championship (1)
  - IPWA Tag Team Championship (1) – con Joe DeFuria
- Maximum Pro Wrestling
  - MXPW Heavyweight Championship (1)
- Pro Wrestling Illustrated
  - 107º tra i migliori 500 wrestler singoli nei PWI 500 del 2000[19]
  - 375º tra i migliori 500 wrestler singoli nei PWI Years del 2003[20]
- World Championship Wrestling
  - WCW Hardcore Championship (2)[21]
- Xtreme Wrestling Alliance
  - XWA World Heavyweight Championship (1)